# NGC 7217
NGC 7217 es una galaxia espiral situada en la constelación de Pegaso a una distancia de 41 millones de años luz de la Vía Láctea y visible con telescopios de aficionado.

## Características
NGC 7217 se caracteriza por su pobreza en hidrógeno neutro, por poseer cierto número de estrellas que rotan alrededor del centro galáctico en sentido inverso al del resto de las demás,, dos poblaciones estelares distintas -una de edad intermedia en sus regiones interiores y otra pobre en metales y más joven en sus regiones exteriores-, y sobre todo por varios anillos concéntricos a su núcleo siendo el exterior el más prominente y el que concentra buena parte del gas y la formación estelar en esta galaxia.
Dentro a su vez del anillo más interno, estudios realizados con ayuda del Telescopio Espacial Hubble muestran una miniespiral central y varios anillos más de estrellas y gas que sugieren que ha habido diversos brotes de formación estelar en la región central de esta galaxia
Se piensa que tales anillos pueden haber sido causados por la colisión y absorción de una o varias galaxias menores ricas en gas, y, así, simulaciones por ordenador muestran cómo NGC 7217 pudo ser en origen una galaxia lenticular que absorbió dos galaxias de ese tipo convirtiéndose en lo que vemos hoy.
NGC 7217, finalmente, tiene lo que parece ser un gran bulbo galáctico que se extiende más allá del disco galáctico y lo envuelve, y flota bastante aislada en el espacio, sin ninguna otra galaxia brillante cerca.

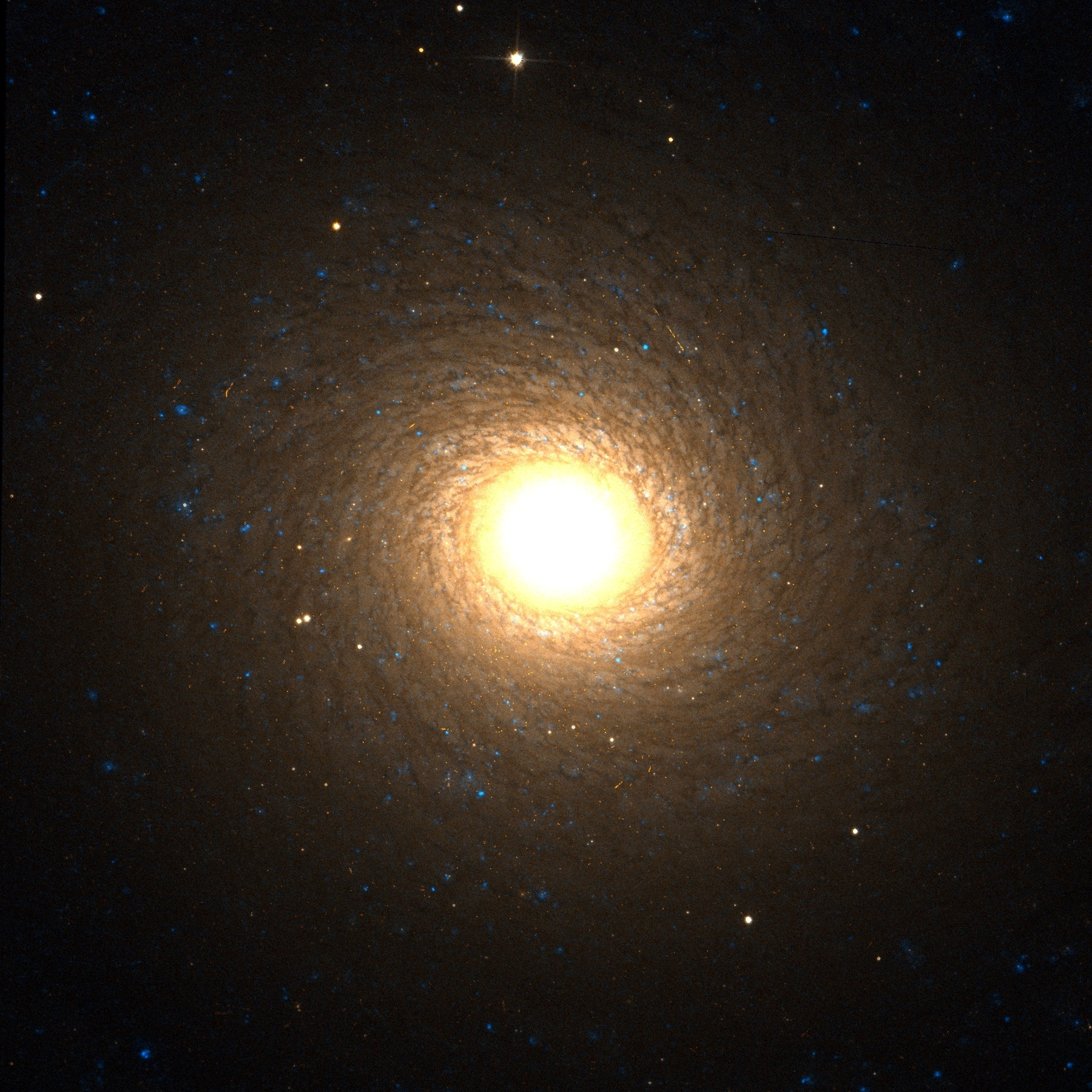
Región central de NGC 7217 observada por el Telescopio Espacial Hubble. Campo de visión: 1,62 minutos de arco.